# Wilmer Parra
Wilmer Parra Cadena (Valledupar, Cesar, Colombia, 8 de octubre de 1983) es un exfutbolista colombiano. Jugaba como delantero.

## Trayectoria
Inició su carrera deportiva como profesional en el Junior, aunque militó muchos años en la segunda división del fútbol argentino. América de Cali lo repatrio y en este club se consagra en el finalización 2008, en 2009 pasa a jugar en el Deportivo Cali. Para el segundo torneo de 2010 regresa al Junior.
En el 2011 es fichado por el Deportes Tolima para afrontar la Liga Postobon y la Copa Libertadores, en el segundo semestre de 2012 es confirmado como nuevo refuerzo del Deportivo Pasto. En el 2013 se confirma que el jugador pasa a jugar al Deportivo Pereira equipo que juega en la segunda división del fútbol colombiano, Después de una regular campaña con el Deportivo Pereira es fichado por Trujillanos Futbol Club de Venezuela.
En 2015 llega a Real Cartagena de la Categoría Primera B colombiana.

## Clubes
| Club                         | País      | Año         |
| ---------------------------- | --------- | ----------- |
| Junior                       | Colombia  | 2001 - 2002 |
| Club Almagro                 | Argentina | 2002 - 2003 |
| Defensa y Justicia           | Argentina | 2004        |
| Almirante Brown              | Argentina | 2005        |
| Juventud Unida Universitario | Argentina | 2005 - 2006 |
| Defensores de Cambaceres     | Argentina | 2006 - 2007 |
| Club Atlético Juventud       | Argentina | 2007 - 2008 |
| América de Cali              | Colombia  | 2008 - 2009 |
| Deportivo Cali               | Colombia  | 2009 - 2010 |
| Junior                       | Colombia  | 2010        |
| Deportes Tolima              | Colombia  | 2011        |
| Deportivo Pasto              | Colombia  | 2012        |
| Deportivo Pereira            | Colombia  | 2013        |
| Trujillanos                  | Venezuela | 2013        |
| Alianza Petrolera            | Colombia  | 2013        |
| Valledupar FC                | Colombia  | 2014        |
| Real Cartagena               | Colombia  | 2015 - 2017 |

## Palmarés

### Campeonatos nacionales
| Título              | Club            | País     | Año  |
| ------------------- | --------------- | -------- | ---- |
| Torneo Finalización | América de Cali | Colombia | 2008 |